# Sympherobius domesticus
Sympherobius domesticus is een insect uit de familie van de bruine gaasvliegen (Hemerobiidae), die tot de orde netvleugeligen (Neuroptera) behoort. 
Sympherobius domesticus is voor het eerst wetenschappelijk beschreven door Nakahara in 1954.